# Doxander vittatus entropi
Doxander vittatus entropi (Man in't Veld, L.A. & G.J. Visser, 1993) är en underart till snäckan Doxander vittatus inom släktet Doxander som tillhör familjen Strombidae.
Underarten förekommer i Vietnam, Thailand och Filippinerna och kan bli omkring 4–11 cm. Artens anses någorlunda ovanlig.
Det som främst skiljer Doxander vittatus entropi från de andra underarterna, är dess breda vinge och att denna börjar över första spiran. Det går också att se genom att baksidans nedersta del saknar de klassiska räfflorna, såsom nominatformen Doxander vittatus vittatus har.

### Fotnoter
1. ↑  Abbott, R. Tucker (Robert Tucker), 1919-1995. (1983). Compendium of seashells. E.P. Dutton. ISBN 0525932690. OCLC 271857627. http://worldcat.org/oclc/271857627. Läst 5 november 2019